# LiveConfig
LiveConfig ist eine webbasierte Software zur Konfiguration von Webservern. Diese ermöglicht u. a. die Verwaltung von Webhosting-Angeboten, der Webserver-Software (Apache HTTP Server), von E-Mail-Adressen, Domains, Datenbanken, FTP-Zugängen, Disk Quota u. v. m.
Im Unterschied zu anderen Server-Management-Panels wie z. B. Confixx oder Plesk ist LiveConfig komplett in C/C++ programmiert und benötigt somit nicht die sonst übliche Apache/PHP/MySQL-Umgebung. Die Verwaltung von Webhosting-Verträgen kann in den gängigen Hierarchien Administrator - Reseller - Endkunde und auch ohne Hierarchie erfolgen. Einem Endkunden können auch mehrere (Webhosting-)Verträge zugeordnet werden.
Mit einer entsprechenden Lizenz ist die Verwaltung von mehreren Systemen über einen zentralen LiveConfig-Server möglich; die Kommunikation zwischen den Systemen erfolgt über ein eigenes, proprietäres Protokoll (LCCP - LiveConfig Client Protocol).